# Pic de Cayenne
Colaptes punctigula
Espèce
Statut de conservation UICN

 LC  : Préoccupation mineure
Le Pic de Cayenne (Colaptes punctigula) est une espèce d'oiseau appartenant à la famille des Picidae.